# 高松正裕
高松正裕（日语：／ Takamatsu Masahiro，1982年2月27日—），日本男子柔道运动员。他曾代表日本参加2006年和2010年亚洲运动会柔道比赛，获得二枚银牌。他也曾参加2003年夏季世界大学生运动会。